# Потодеєво
Потоде́єво (рос. Потодеево) — село складі Наровчатського району Пензенської області, Росія.
Населення — 417 осіб (2010; 521 у 2002).
Національний склад станом на 2002 рік:
- росіяни — 99 %